# 馬菲·史堤芬斯
馬菲·史堤芬斯（Matthew Stevens，1977年9月11日—），威爾斯職業司諾克球手。史堤芬斯曾贏得兩項大賽錦標，分別是2000年的大師賽和2003年的英錦賽。他亦曾兩度殺入世錦賽決賽，分別在2000年和2005年。史堤芬斯的最高排名是第四名，是於2005/06球季取得的。史堤芬斯亦擅長一一桿清檯，職業生涯已錄得超過250次破百。